# Katrin Kaarna
Katrin Kaarna (* 1. Juli 1980 in Jõgeva) ist eine estnische Fußballnationalspielerin.
Kaarna debütierte am 17. Mai 2003 gegen die Auswahl von Belarus in einem EM-Qualifikationsspiel. Weitere drei Einsätze folgten zwischen 2003 und 2007. Auch wurde sie mehrfach in den U17- und U19-Auswahlen eingesetzt. Auf Vereinsebene spielte sie unter anderem für JK Tammeka Tartu.

## Einsätze
|    | Datum      | Ort      | Gegner   |      | Anlass                   |
| -- | ---------- | -------- | -------- | ---- | ------------------------ |
| 01 | 17.05.2003 | Mogilev  | Belarus  | 0:5  | Class-B EM-Qualifikation |
| 02 | 08.05.2004 | Tel-Aviv | Israel   | 1:12 | Class-B EM-Qualifikation |
| 03 | 02.11.2007 | Šiauliai | Lettland | 3:2  | UEFA Mini-Turnier        |
| 04 | 04.11.2007 | Šiauliai | Litauen  | 1:2  | UEFA Mini-Turnier        |